# 董存瑞

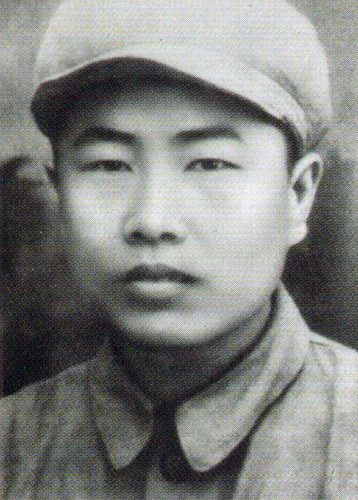
敵のトーチカを爆破、19歳で犠牲となった董存瑞

董存瑞（とう そんずい、 中国語読み：ドン・ツンルイ　Dong Cunrui、1929年10月15日 - 1948年5月25日）は中国人民解放軍の軍人。中国河北省懐来県の出身。東北野戦軍第11縦隊32師96団2営6連6班班長だった1948年5月、河北省承徳市隆化県における「隆化戦闘」で、敵のトーチカを爆破し19歳で死亡。

## 生涯
1929年、河北省懐来県の貧しい農民家庭に生まれる。
1944年秋、3歳年上の盧長嶺と結婚。
1945年7月、八路軍に参加。
1947年3月、中国共産党に加入。
1948年5月25日、董存瑞が所属する連隊が敵のトーチカを爆破。爆薬をしかける際に、橋型になったトーチカの底部が地面から高すぎることに気づいた董存瑞は、左手で爆薬を高く掲げ、右手で導火線に火を付け、「同志たち、はやく伏せろ！」と叫び、犠牲となった。

## 戦闘英雄
人民解放軍および中国共産党は「戦闘英雄」「模範共産党員」の称号を董存瑞に授与、その生涯はプロパガンダの題材として映画化され、歌や書籍などを通して広く宣伝された。河北省隆化県北郊には董存瑞の墓と紀念碑があり、碑には朱徳の揮毫「舍身為国，永垂不朽」が刻まれている。
ゴム跳び歌、「董存瑞、18歳、お国のためにトーチカ爆破、トーチカはボロボロ、全国人民が涙する（董存瑞，十八歳，為国犧牲炸堡塁，炸到堡塁咯咯脆，全国人民流眼泪）」も子どもたちに広く歌われた。
1955年、長春映画撮影所が映画『董存瑞』（郭維監督）を制作。
1990年5月30日、董存瑞が所属していた部隊が吉林省磐石県から延吉に移転。
1993年4月17日、延吉の駐屯部隊内に董存瑞像を建立。省委副書記、州委書記の張徳江、隊員ら300人余りが除幕式に参加し、張徳江があいさつ。
2003年8月2日、延吉市局子街の駐屯部隊内に董存瑞紀念館が落成。535枚の図や写真、125件の物品を展示。
2009年、全20回のテレビドラマ「為了新中国前進」で王宝強が董存瑞を演じる。
2005年7月6日、延吉の駐屯部隊で董存瑞の大型紀念文芸夜会が開催される。延辺大学芸術学院も参加。
2013年、「中国共産党中央委員会宣伝部、教育部、共青団団中央が青少年に推薦する優秀図書100」の優秀映像部門で、映画「董存瑞」が入選。
2018年12月22日、懐来県検察院、承德市隆化県検察院、中国人民解放軍石家庄軍事検察院は、「英雄烈士保護法」（2018年5月）の施行を受け、董存瑞の業績や精神を侮辱する行為を共同で取り締まるための協定「英雄董存瑞軍地跨区司法保護連席会議実施策」を締結。
2021年10月12日、北京市・東城区人民法院は、董存瑞の名誉を棄損した罪で同市在住の女性に懲役7か月の判決を下す。

## 訴訟
映画「董存瑞」の監督、郭維（1922年－2014年11月14日）が「大衆電影」（2006年7月号）のインタビューで、「（董存瑞の）英雄行為には目撃者はいなかったし、後で（董存瑞の）妻が縫った靴下の底が出てきたので推測されたものに過ぎない」と発言、親族および元戦友から名誉毀損で訴えられる。
裁判では董存瑞の元戦友らが「実際に目撃した」と証言、2009年に双方は和解し、郭維が3.5万元の賠償金を支払う。

## ギャラリー

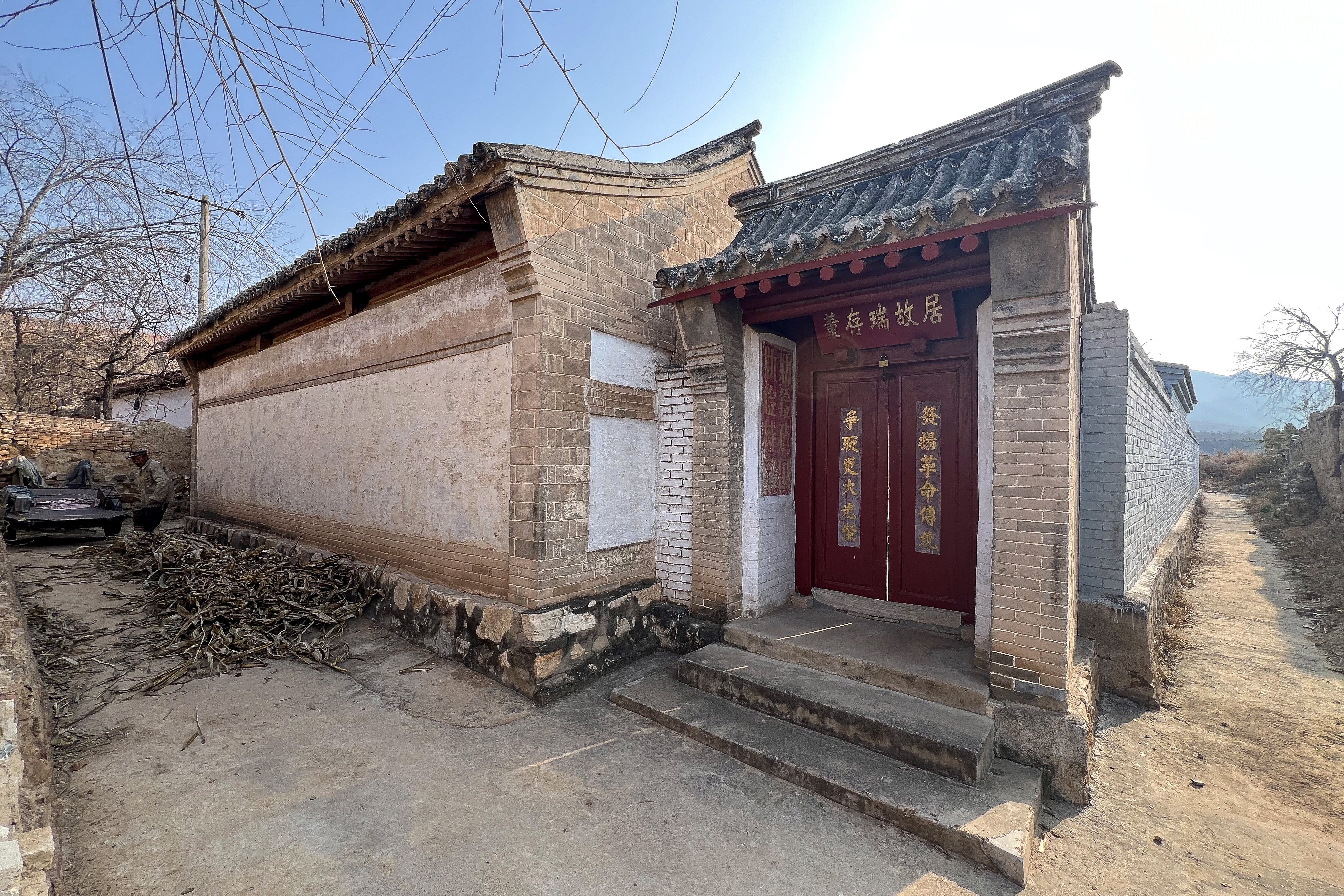
河北省懐来県南山堡村旧村東南にある董存瑞旧居
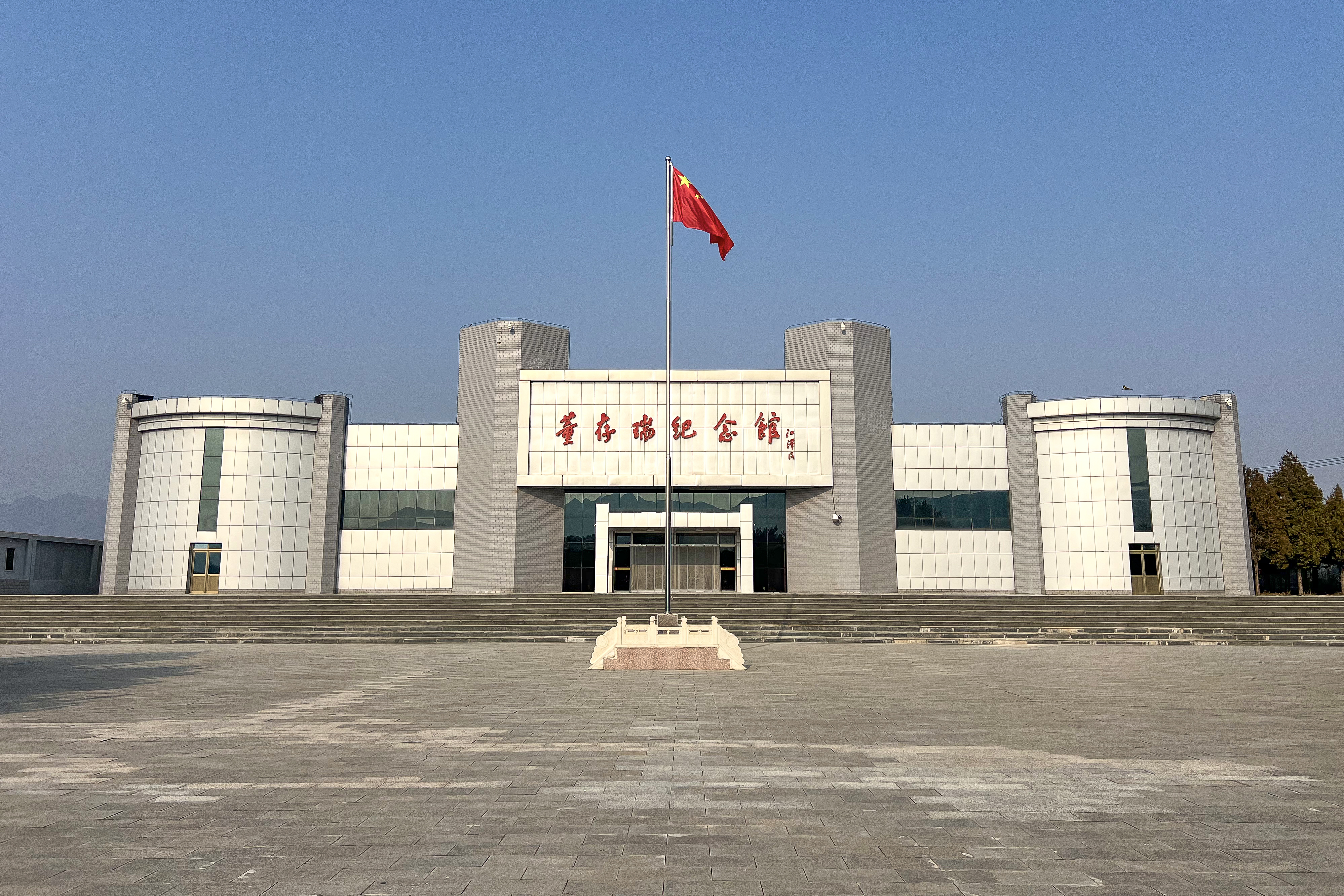
河北省懐来県の董存瑞紀念館
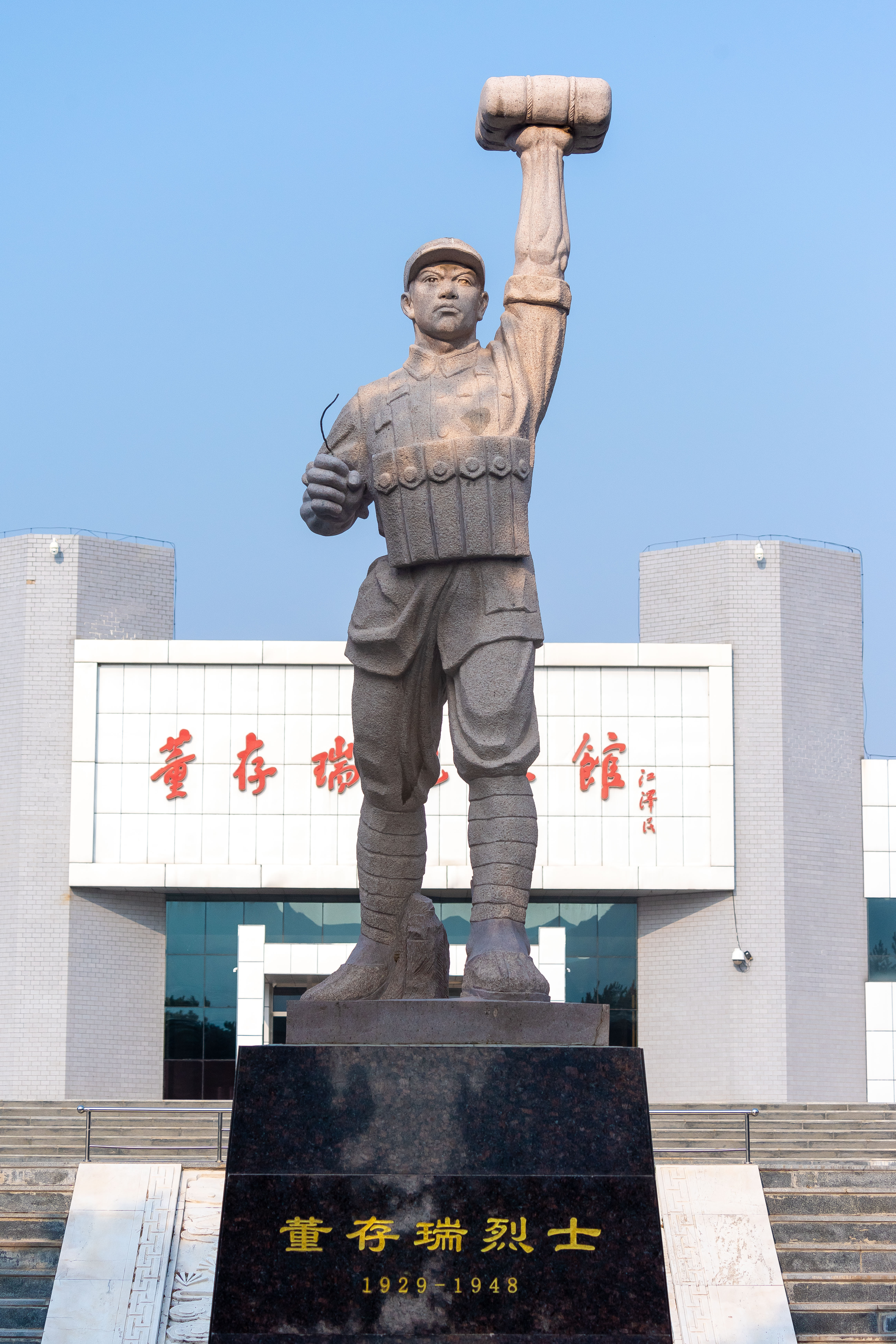
河北省懐来県の董存瑞紀念館
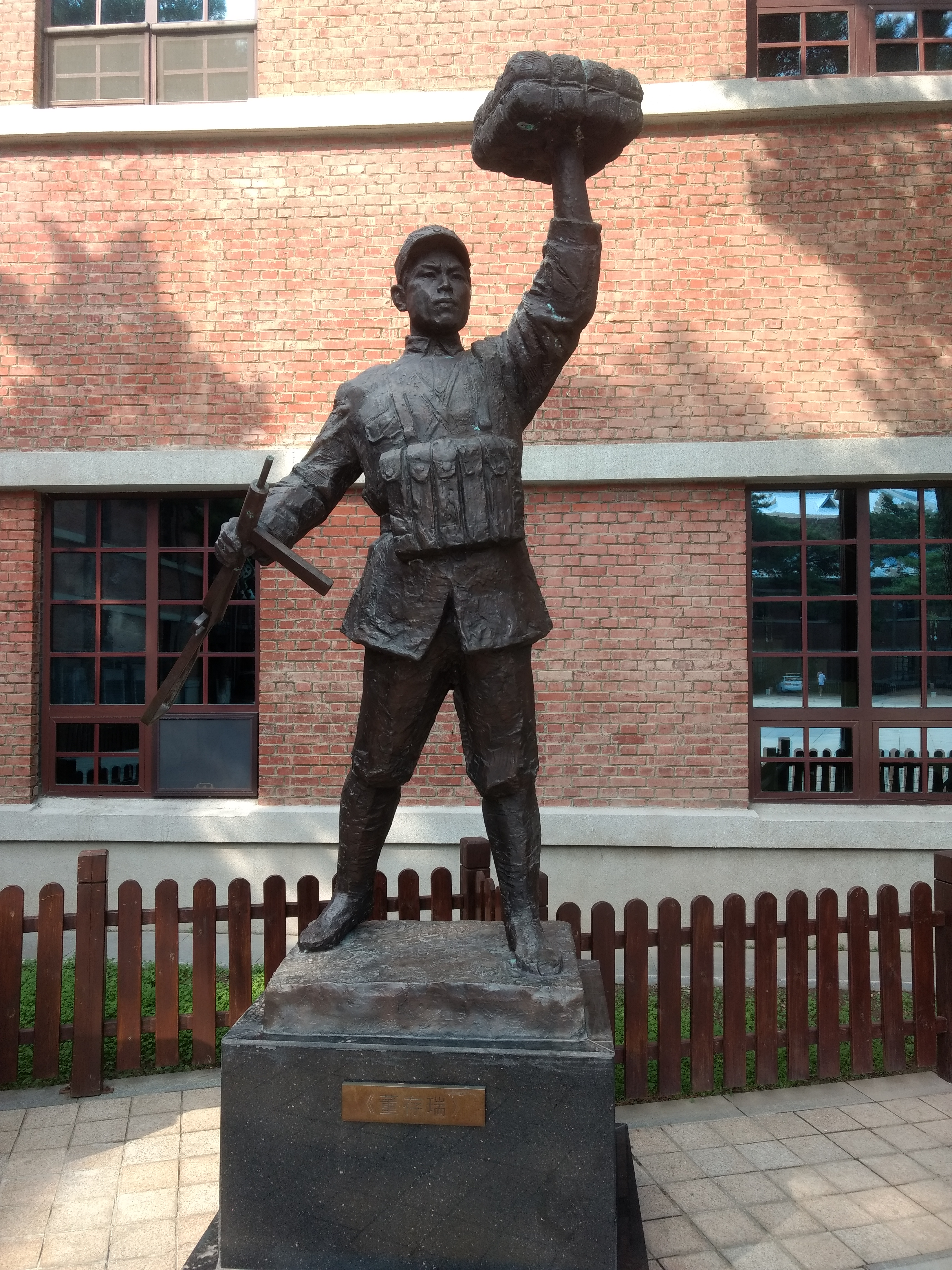
長春影城主题公園の董存瑞像
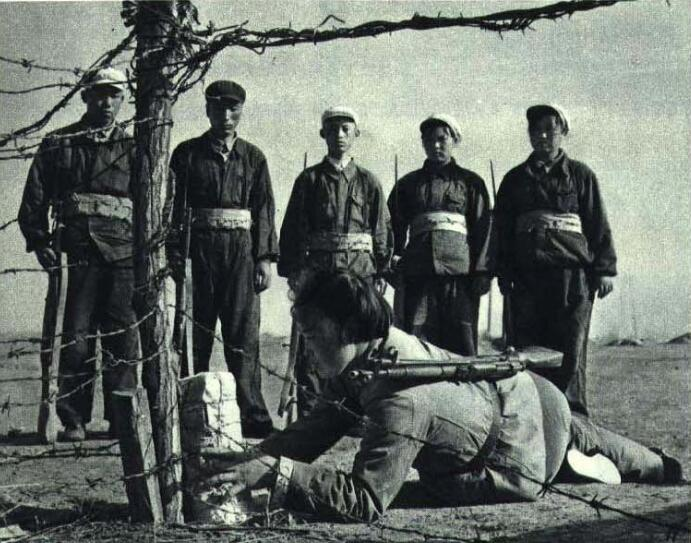
董存瑞の妹の董存梅（「人民画报」1965年第7期から）
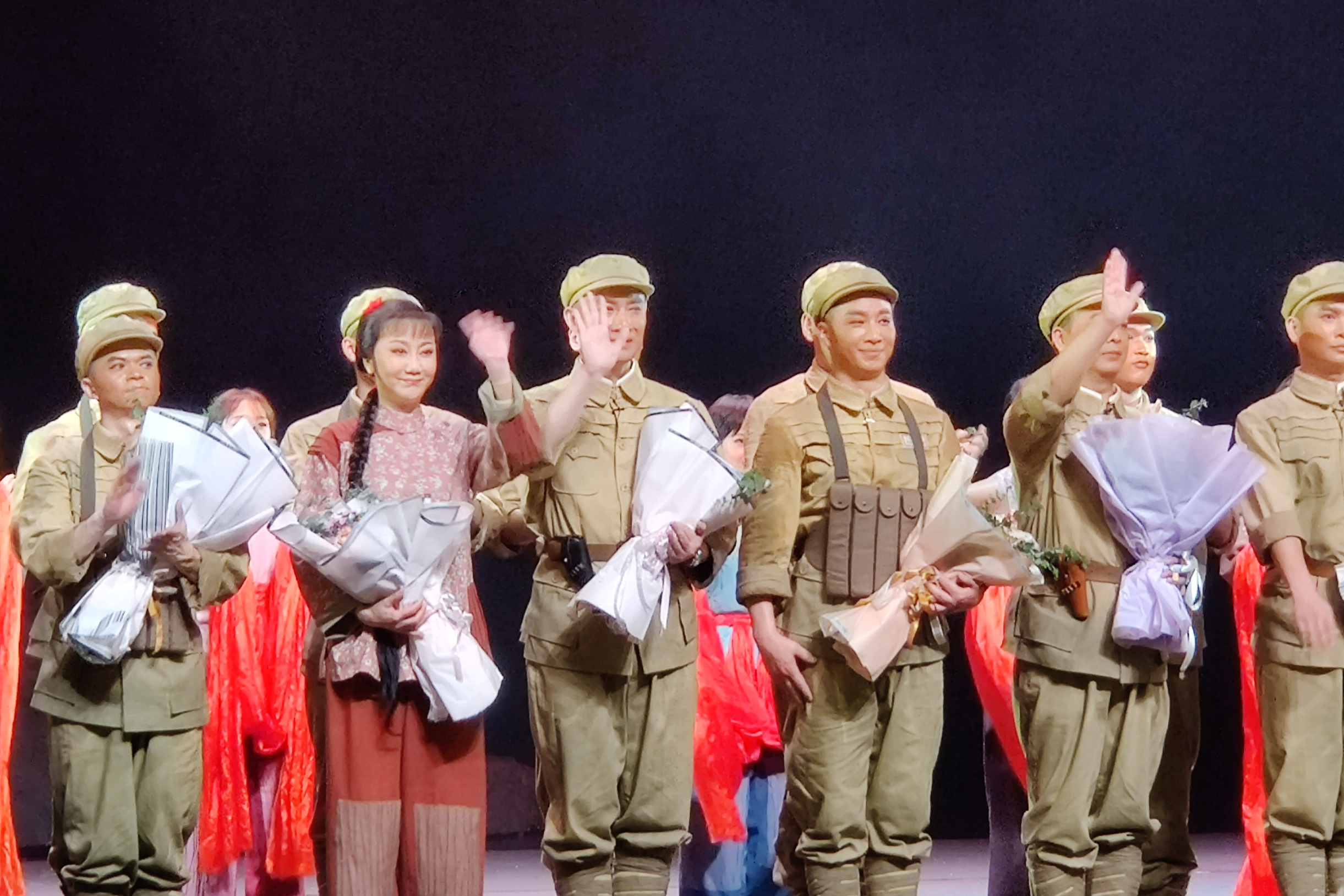
無錫オペラ「董存瑞」
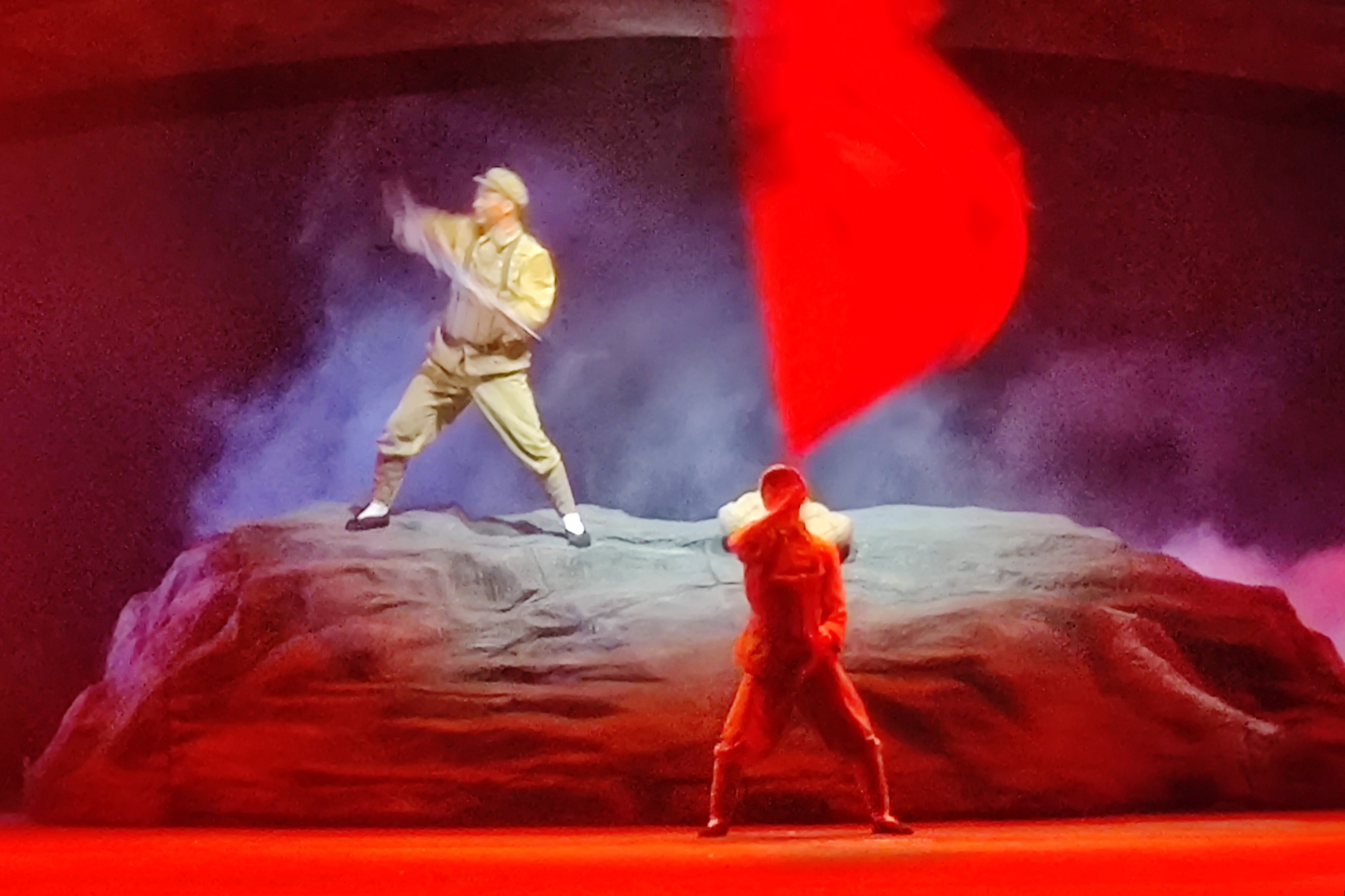
無錫オペラ「董存瑞」 のトーチカ爆破場面